# Veep
Veep é uma premiada série de televisão norte-americana do gênero comédia. Estreou em 22 de abril de 2012 no canal HBO, e no Brasil três meses depois, em 23 de julho na HBO Brasil. A série concluiu em 12 de maio de 2019 sua sétima e última temporada.

## Sinopse
Selina Meyer é Vice-presidente dos Estados Unidos, que pretende se manter o mesmo cargo, integrando a chapa que concorrerá a reeleição, em meio a sua oscilante popularidade.

## Elenco principal
- Julia Louis-Dreyfus — Selina Meyer, vice-presidente dos Estados Unidos / POTUS
- Anna Chlumsky — Amy Brookheimer, chefe de gabinete da vice-presidente
- Tony Hale — Gary Walsh, assessor pessoal da vice-presidente / presidente Meyer
- Matt Walsh — Mike McLintock, diretor de imprensa da vice-presidente / Secretário de Imprensa da Casa Branca
- Reid Scott — Dan Egan, vice-diretor de imprensa da vice-presidente
- Timonty Simons — Jonah Ryan, assessor da Casa Branca
- Sufe Bradshaw — Sue Wilson, secretária da vice-presidente
- Gary Cole — Kent Davison, Estrategista Sênior da presidencia
- Kevin Dunn  —  Ben Cafferty, Chefe de gabinete da presidência
- Sarah Sutherland — Catherine Meyer, Filha da vice-presidente
- Clea Duvall   — Majorie Palmiotti, Agente especial do Serviço Secreto/dublê de corpo da Presidente Meyer
- Sam Richardson, Richard Splett,  Assessor de campanha da presidente Selina Meyer,

## Produção
A série, criada pelo escocês Armando Iannucci, é inspirada no filme britânico In the loop, escrito e dirigido por ele, do qual Anna Chlumsky também fez parte. A série é ambientada em Washington, D.C. mas filmada em Baltimore. Julia Louis-Dreyfus além de atuar, também é uma das produtoras da série. Em abril de 2015, Iannucci anunciou que estava deixando a produção da série, que passou ser comandada por David Mandel (Curb Your Entusiasm). 

## Recepção da crítica
Em sua 1ª temporada, Veep teve recepção geralmente favorável por parte da crítica especializada. Com base de 30 avaliações profissionais, alcançou uma pontuação de 72% no Metacritic. Por votos dos usuários do site, atinge uma nota de 7.9, usada para avaliar a recepção do público.

## Prêmios e indicações

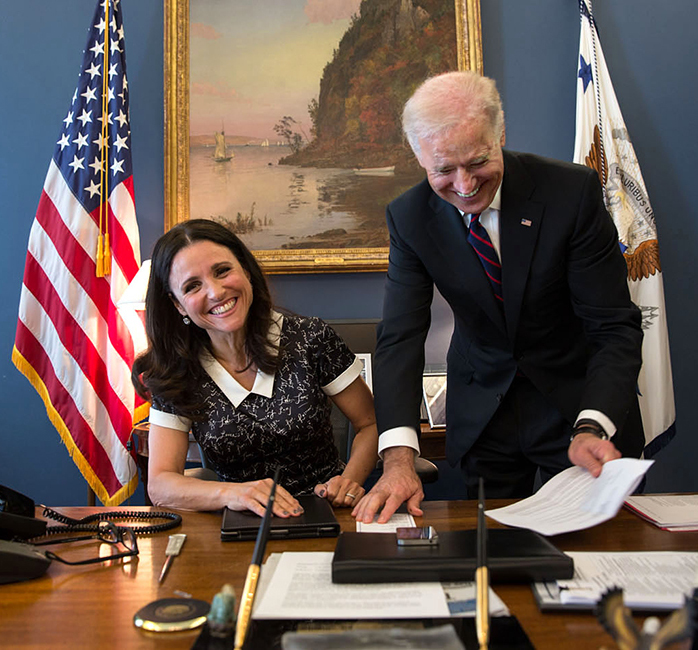
Julia Louis-Dreyfus com o vice-presidente dos EUA Joe Biden na Casa Branca

| Prêmio                                | Categoria                                     | Recebedor(s)                                               | Resultado |
| ------------------------------------- | --------------------------------------------- | ---------------------------------------------------------- | --------- |
| Emmy Awards 2012                      | Melhor atriz em série de comédia              | Julia Louis-Dreyfus                                        | Venceu    |
| Emmy Awards 2012                      | Melhor série de comédia                       |                                                            | Indicado  |
| Emmy Awards 2012                      | Melhor casting de série de comédia            | Jennifer Euston, Allison Jones e Pat Moran                 | Indicado  |
| Emmy Awards 2013                      | Melhor atriz em série de comédia              | Julia Louis-Dreyfus                                        | Venceu    |
| Emmy Awards 2013                      | Melhor Ator coadjuvante em série de comédia   | Tony Hale                                                  | Venceu    |
| Emmy Awards 2013                      | Melhor atriz coadjuvante em série de comédia  | Anna Chlumsky                                              | Indicado  |
| Emmy Awards 2013                      | Melhor série de comédia                       |                                                            | Indicado  |
| Emmy Awards 2013                      | Melhor casting de série de comédia            | Allison Jones, Pat Moran e Meredith Tucker                 | Indicado  |
| Emmy Awards 2014                      | Melhor atriz em série de comédia              | Julia Louis-Dreyfus                                        | Venceu    |
| Emmy Awards 2014                      | Melhor Ator coadjuvante em série de comédia   | Tony Hale                                                  | Indicado  |
| Emmy Awards 2014                      | Melhor atriz coadjuvante em série de comédia  | Anna Chlumsky                                              | Indicado  |
| Emmy Awards 2014                      | Melhor Ator convidado de uma série de comédia | Gary Cole                                                  | Indicado  |
| Emmy Awards 2014                      | Melhor série de comédia                       |                                                            | Indicado  |
| Emmy Awards 2014                      | Melhor casting de série de comédia            | Allison Jones, Pat Moran e Meredith Tucker                 | Indicado  |
| Emmy Awards 2014                      | Melhor escrita para uma série de comédia      | Simon Blackwell , Tony Roche e Armando Iannucci            | Indicado  |
| Emmy Awards 2015                      | Melhor atriz em série de comédia              | Julia Louis-Dreyfus                                        | Venceu    |
| Emmy Awards 2015                      | Melhor Ator coadjuvante em série de comédia   | Tony Hale                                                  | Venceu    |
| Emmy Awards 2015                      | Melhor atriz coadjuvante em série de comédia  | Anna Chlumsky                                              | Indicado  |
| Emmy Awards 2015                      | Melhor série de comédia                       | Armando Iannucci, Simon Blackwell,Julia Louis-Dreyfus etc. | Venceu    |
| Emmy Awards 2015                      | Melhor direçao de série de comédia            | David Mandel                                               | Indicado  |
| Emmy Awards 2015                      | Melhor casting de série de comédia            | Allison Jones, Pat Moran e Meredith Tucker                 | Venceu    |
| Emmy Awards 2016                      | Melhor atriz em série de comédia              | Julia Louis-Dreyfus                                        | Venceu    |
| Emmy Awards 2016                      | Melhor Ator coadjuvante em série de comédia   | Tony Hale                                                  | Indicado  |
| Emmy Awards 2016                      | Melhor Ator coadjuvante em série de comédia   | Matt Walsh                                                 | Indicado  |
| Emmy Awards 2016                      | Melhor atriz coadjuvante em série de comédia  | Anna Chlumsky                                              | Indicado  |
| Emmy Awards 2016                      | Melhor Ator convidado de uma série de comédia | Martin Mull                                                | Indicado  |
| Emmy Awards 2016                      | Melhor direção de série de comédia            | Dale Stern, David Mandel e Chris Addison                   | Indicado  |
| Emmy Awards 2016                      | Melhor série de comédia                       | David Mandel, Frank Rich, Julia Louis-Dreyfus etc.         | Venceu    |
| Emmy Awards 2016                      | Melhor casting de série de comédia            | Allison Jones, Ben Harris                                  | Venceu    |
| Emmy Awards 2017                      | Melhor atriz em série de comédia              | Julia Louis-Dreyfus                                        | Venceu    |
| Emmy Awards 2017                      | Melhor Ator coadjuvante em série de comédia   | Tony Hale                                                  | Indicado  |
| Emmy Awards 2017                      | Melhor Ator coadjuvante em série de comédia   | Matt Walsh                                                 | Indicado  |
| Emmy Awards 2017                      | Melhor atriz coadjuvante em série de comédia  | Anna Chlumsky                                              | Indicado  |
| Emmy Awards 2017                      | Melhor Ator convidado de uma série de comédia | Hugh Laurie                                                | Indicado  |
| Emmy Awards 2017                      | Melhor série de comédia                       | David Mandel, Frank Rich, Julia Louis-Dreyfus etc.         | Venceu    |
| Emmy Awards 2017                      | Melhor casting de série de comédia            | Dorian Frankel, Sibby Kirchgessner                         | Venceu    |
| Emmy Awards 2017                      | Melhor direção de série de comédia            | Dale Stern, David Mandel e Morgan Sackett                  | Indicado  |
| Emmy Awards 2019                      | Melhor atriz em série de comédia              | Julia Louis-Dreyfus                                        | Indicado  |
| Emmy Awards 2019                      | Melhor Ator coadjuvante em série de comédia   | Tony Hale                                                  | Indicado  |
| Emmy Awards 2019                      | Melhor atriz coadjuvante em série de comédia  | Anna Chlumsky                                              | Indicado  |
| Emmy Awards 2019                      | Melhor Ator convidado de uma série de comédia | Peter MacNicol                                             | Indicado  |
| Emmy Awards 2019                      | Melhor série de comédia                       | David Mandel, Frank Rich, Julia Louis-Dreyfus etc.         | Indicado  |
| Emmy Awards 2019                      | Melhor casting de série de comédia            | Dorian Frankel, Sibby Kirchgessner                         | Indicado  |
| Emmy Awards 2019                      | Melhor escrita para uma série de comédia      | David Mandel                                               | Indicado  |
| Critics' Choice Television Award 2012 | Melhor atriz em série de comédia              | Julia Louis-Dreyfus                                        | Indicado  |
| Satellite Awards 2012                 | Melhor atriz em série de comédia              | Julia Louis-Dreyfus                                        | Indicado  |
| Globo de Ouro 2013                    | Melhor atriz em série de comédia              | Julia Louis-Dreyfus                                        | Indicado  |
| Writers Guild of America Award 2013   | Melhor nova série                             |                                                            | Indicado  |